# 萨米 (凯法利尼亚专区)
萨米（希臘語：Σάμη）是希腊伊奧尼亞群島大區凯法利尼亚专区的一个市镇，位于凯法利尼亚岛的东北部。市镇面积为291.2平方公里，2011年人口数量为5,204人。作为市区的萨米（即2011年之前的市镇）的面积为129.326平方公里，2011年人口数量则为2,341人。

## 行政
萨米市镇成立于2019年的地方政府改革中。当时包括整个凯法利尼亚岛在内的凯法利尼亚市镇分成三个市镇。萨米市镇包括三个市区。